# David Bercovici
David Bercovici (* 1960 in Rom) ist ein US-amerikanischer Geophysiker an der Yale University.

## Leben
Bercovici wuchs in Kalifornien auf. Er erhielt 1982 vom Harvey Mudd College einen Bachelor in Physik und 1987 einen Master von der University of California, Los Angeles, sowie 1989 ebendort mit der Arbeit A Numerical Investigation of Thermal Convection in Highly Viscous Spherical Shells with Applications to Mantle Dynamics in the Earth and Other Terrestrial Planets bei Gerald Schubert einen Ph.D. in Geophysik und Space Physics. Als Postdoktorand arbeitete Bercovici bei John A. Whitehead und Henry J. B. Dick an der Woods Hole Oceanographic Institution, bevor er 1990 eine Professur an der University of Hawaiʻi at Mānoa erhielt. Seit 2001 ist er Professor an der Yale University in New Haven, Connecticut.
David Bercovici ist verheiratet und hat zwei Kinder.

## Wirken
Bercovici gilt als Experte für die Geodynamik des Erdmantels und der Lithosphäre der Erde und erdähnlicher Himmelskörper. Er ist vor allem für seine Arbeiten bekannt, die erklären, warum die Erde eine Plattentektonik hat, andere bekannte Himmelskörper aber nicht, und für seine Arbeiten zum Kreislauf und zur Speicherung von Wasser im Erdmantel und seiner Bedeutung für die Entwicklung der Geochemie der Erde.
Bercovici hat laut Google Scholar einen h-Index von 51, laut Datenbank Scopus einen von 44 (jeweils Stand April 2023).

## Auszeichnungen (Auswahl)
- 1996 James B. Macelwane Medal der American Geophysical Union[3][4]
- 2015 Mitglied der American Academy of Arts and Sciences[5]
- 2018 Mitglied der National Academy of Sciences[6]
- 2022 Augustus Love Medal der European Geosciences Union[7]

## Schriften
- The Origins of Everything in 100 Pages (More or Less), Yale University Press, 2016. ISBN 9780300215137
- (als Herausgeber) Treatise on Geophysics, 2. Auflage, Band 7: Mantle Dynamics, Elsevier 2015. ISBN 978-0-444-53803-1